# Yassine Kechta
Yassine Kechta (arab. ‏ياسين قشطة‎; ur. 25 lutego 2002 w Paryżu) – francusko-marokański piłkarz grający na pozycji pomocnika we francuskim klubie Le Havre AC. Młodzieżowy reprezentant Maroka. Uczestnik Letnich Igrzysk Olimpijskich 2024 w Paryżu.

## Sukcesy

### Le Havre AC
- Zwycięzca Ligue 2: 2022/23(inne języki)[3]